# Старобелокуриха (село)
Старобелокуриха — село, входит в Старобелокурихинский  сельсовет Алтайского района, Алтайский край, Россия.

## География
Село находится на реке Старобелокуриха, правого притока Белокурихи. Название села — географический топоним. Село расположено на высоте 232 метров над уровнем моря. Окружено небольшими возвышенностями, около 300 метров.
Уличная сеть
В селе 13 улиц и 4 переулка.
Расстояние до
- районного центра Алтайское 20 км;
- областного центра Барнаул 171 км.

Ближайшие населённые пункты
Даниловка 8 км, Белокуриха 9 км, Россоши 11 км, Макарьевка 11 км, Новотырышкино 12 км.
Климат
Умеренно континентальный. Лето теплое, без изнурительной жары, зима морозная, снежная, со средней температурой — 16 градусов.

## История
Село Старобелокуриха является одним из самым древних сёл Алтайского района. Датой его основания считают 1803 год. Благодатная предгорная земля приглянулась крестьянам: Якову Клепикову из деревни Быстрый Исток и Андрею Дорофееву из деревни Зиминой. И хотя эта территория находилась за Бийской военной линией, ограничивающей заселение, и входила в состав запретных земель, после долгих прошений и ходатайств, им все же было разрешено поселиться на реке Белокуриха. В октябре того же года прошение подал и Василий Пахомов из деревни Шубёнки, через год он также переселился вместе с детьми в новую заимку.
К 1808 году поселение насчитывало всего 18 семей, а в 1834 году в деревне Белокуриха Атайской волости было уже 405 жителей.
История села неразрывно связана с историей становления курорта Белокуриха. Горячие источники, находящиеся в долине, были всегда частью села. Вдоль них проходил санный путь на лесосеку. Жители близлежащих селений по достоинству оценили существование горячих источников и стали располагать пасеки, выгоны и скотные дворы на берегу горной речки, так и появилась Ново-Белокуриха.
В 1846 году после появления Ново-Белокурихи, село Белокуриха получила название Старобелокуриха. Молва о чудо-источниках распространилась повсеместно.

## Население
| 1997  | 1998  | 1999  | 2000  | 2001  | 2002  | 2003  |
| ----- | ----- | ----- | ----- | ----- | ----- | ----- |
| 1405  | ↘1402 | ↗1406 | ↗1422 | ↗1494 | ↘1420 | ↗1452 |
| 2004  | 2005  | 2006  | 2007  | 2008  | 2009  | 2010  |
| ↗1496 | ↘1428 | ↗1456 | ↘1442 | ↗1461 | ↗1518 | ↘1508 |
| 2011  | 2012  | 2013  |       |       |       |       |
| ↘1506 | ↗1518 | ↘1517 |       |       |       |       |

## Инфраструктура
В селе работает СПК «Белокуриха», администрация, предприятия коммунального хозяйства, библиотека, сельский Дом культуры, фельдшерско-акушерский пункт, есть МБОУ Старобелокурихинская СОШ, телефонная связь и скоростной Интернет. Новая дорога с твердым покрытием соединяет Старобелокуриху с курортом Белокуриха, районным центром Алтайское и областным центром Барнаул, есть регулярное автобусное сообщение.

## Туризм
Близость курортного города Белокуриха дает селу все возможности для развития туристического бизнеса. В селе есть база отдыха и частная конюшня, предоставляющая туристические услуги.